# Euasteron enterprise
Euasteron enterprise là một loài nhện trong họ Zodariidae.
Loài này thuộc chi Euasteron. Euasteron enterprise được Barbara C. Baehr miêu tả năm 2003.